# KABニュース
『KABニュース』（ケイエービーニュース）は、熊本朝日放送（KAB）で1989年10月1日の開局（9月23日から9月30日までのサービス放送開始）から生放送されているスポットニュースである。

## 概要
- 熊本県内のニュースを伝えるスタイルになっている。

- なお、2020年9月30日までは、月曜 - 金曜の11:42 - 11:45はこれに加えて、天気予報とくまパワJの予告をしていた。

- 2020年10月1日と10月2日の、月曜 - 金曜の11:42 - 11:45は熊本県内のニュースと天気予報を伝えるスタイルだった。

- 2005年10月1日に熊本朝日放送の本社機能が新社屋へと移ったのを機に、平日昼と毎日21時前に放送されていた定時ニュースのタイトルを『KABニュース&天気』に統一した（移転前は、平日昼版のみがこのタイトルだった）。見出し字は『ANNニュース』のものと同じデザインを使用しているが、「ANN」のロゴ部分が「KAB」のロゴに差し替えられている。

- 2020年10月5日より定時ニュースのオープニングとエンディングのタイトルを『KABニュース』に変更し、天気予報は放送しなくなった。また、13時台の放送がなくなった。

- なお、2021年時点で、KABではローカルニュースの動画配信を民間放送だけでなくNHKも含め九州・沖縄地方で唯一実施していなかったが、公式ウェブサイトも含め動画配信に対応するようになっている。

## キャスター
- シフト勤務
  - 平日はくまパワ!出演者が担当することが多い。
  - 土曜は田中杜旺・佐藤由季以外が出演することが多い。
  - 日曜は基本的に放送しない。
  - 他の在熊局同様に、現役の局アナではない者（2022年から2024年1月までの高崎恵理[1]、谷崎すずな）がシフト入りし担当する[独自研究?]。

## 放送時間
いずれも日本標準時。
昼
- 月曜 - 金曜 11:42 - 11:45（『大下容子ワイド!スクランブル・第1部』内）（2019年12月27日は特別編成で『大下容子ワイド!スクランブル』のエンディングを放送するため休止。）
- 月曜 - 金曜 13:45 - 13:47（2020年10月2日をもって打ち切り。唯一EPGにKABニュースと標示される時間帯。2018年11月 - 2019年3月は14時台にテレビショッピング放送しない週のみ13:55 - 13:58に放送。2019年4月 - 2020年3月は特別編成時を除き13:55 - 13:57に放送。2019年4月以降は1分短縮したため、天気予報は放送しなくなった。祝日にジャパネットたかたの生放送テレビショッピングを13:45から放送する場合は放送しない。）

夕方
- 土曜 17:48頃 - 17:55（『ANNスーパーJチャンネル』内のローカルニュース枠）
- 日曜 17:49頃 - 17:55（『ANNスーパーJチャンネル』内のローカルニュース枠）（2020年4月26日をもって休止、令和2年7月豪雨のため、7月5日から7月26日まで再開したが、8月2日より再び休止中、休止時はニュース（関東ローカル向け）を放送し、『天気予報』か『もしもし後藤です』・『後藤さんがズバリ』のいずれかを放送し、CMを次番組まで放送する、『サンデーステーション』に内包。2020年10月4日を再開）

夜
- 月曜 - 金曜 20:54 - 21:00 （特別番組放送時には21:48 - 21:54に放送）（2018年9月28日をもって打ち切り）

その他
- 『くまパワNEWS』→『スーパーJチャンネルくまもと』→『くまパワJ』→『くまパワ!』放送休止時に代替で放送。